# بیج‌بیج
بیج‌بیج یک خورش شمالی و یکی از غذاهای سنتی استان مازندران است که دستور پخت ساده‌ای دارد و از ترکیب گوشت چرخ کرده با گوجه، پیاز و رب گوجه فرنگی تهیه می‌شود. در گیلان نام آن واویشکا و در مازندران بیج‌بیج و در مشهد شش‌انداز است. در برخی از مناطق مازندران به بیج-بیج تخم مرغ هم اضافه می‌شود.
بیج‌بیج مازندرانی تنها بخشی از تنوع غذایی لذیذ مازندران است که متأسفانه توجه چندانی به آن نشده است و طعم لذیذ این غذاها در هجوم غذاهای آماده و سریع از یادها رفته است.